# Французький турнір 1988
Французький турнір з футболу 1988 року — товариський турнір з футболу, який відбувся у Франції з 2 по 5 лютого 1988 року. Турнір пройшов у вигляді ігор, плей-оф, що складались з двох півфіналів, матчі за третє місце і фіналі.
У турнірі брали участь збірні Австрії, Франції, Марокко та Швейцарії. Збірна Франції виграла турнір, перемігши в фіналі Марокко.
Це був перший розіграш турніру, а наступний турнір відбувся в 1997 році.

## Міста і стадіони
| Місто  | Стадіон               | Матчі                       |
| ------ | --------------------- | --------------------------- |
| Тулуза | Муніципальний стадіон | Півфінали                   |
| Монако | Стадіон Луї II        | Матч за третє місце і фінал |

## Арбітри
Усі арбітри представники Франції.
- Жерар Біге
- Клод Буїле
- Мішель Жирар
- Мішель Вотро

### Матчі
Півфінали
| 1988-02-02 |

| Марокко                       | 3 — 1 | Австрія   |
| ----------------------------- | ----- | --------- |
| Лахабі 54' Ель-Гареф 56', 63' |       | Огріс 32' |

| Муніципальний стадіон (Тулуза), Тулуза Глядачів: 15,000 Арбітр: Клод Буїле (FRA) |

| 1988-02-02 |

| Франція            | 2 — 1 | Швейцарія  |
| ------------------ | ----- | ---------- |
| Пассі 7' Фаржон 9' |       | Зуттер 19' |

| Муніципальний стадіон (Тулуза), Тулуза Глядачів: 10,348 Арбітр: Жерар Біге (FRA) |

Матч за 3-тє місце
| 1988-02-05 |

| Швейцарія             | 2 — 1 | Австрія          |
| --------------------- | ----- | ---------------- |
| Коллер 25' Зуттер 65' |       | Гейгер 48' (аг.) |

| Стадіон Луї II, Монако Глядачів: 3,000 Арбітр: Michel Girard (FRA) |

### Фінал
| 1988-02-05 |

| Франція                     | 2 — 1 | Марокко     |
| --------------------------- | ----- | ----------- |
| Лемрісс 9' (og) Стопіра 49' |       | Лемрісс 34' |

| Стадіон Луї II, Монако Глядачів: 10,000 Арбітр: Мішель Вотро (FRA) |

## Бомбардири
2 голи
- Мулай Ель-Гареф
- Біт Зуттер

1 гол
- Андреас Огріс
- Філіпп Фаржон — Жеральд Пассі — Яннік Стопіра
- Мохаммед Лахабі — Абдельмаджид Лемрісс
- Марсель Коллер

Автоголи
- Абдельмаджид Лемрісс (проти Франції)
- Ален Гейгер (мета Австрія)